# Edmund Gomansky

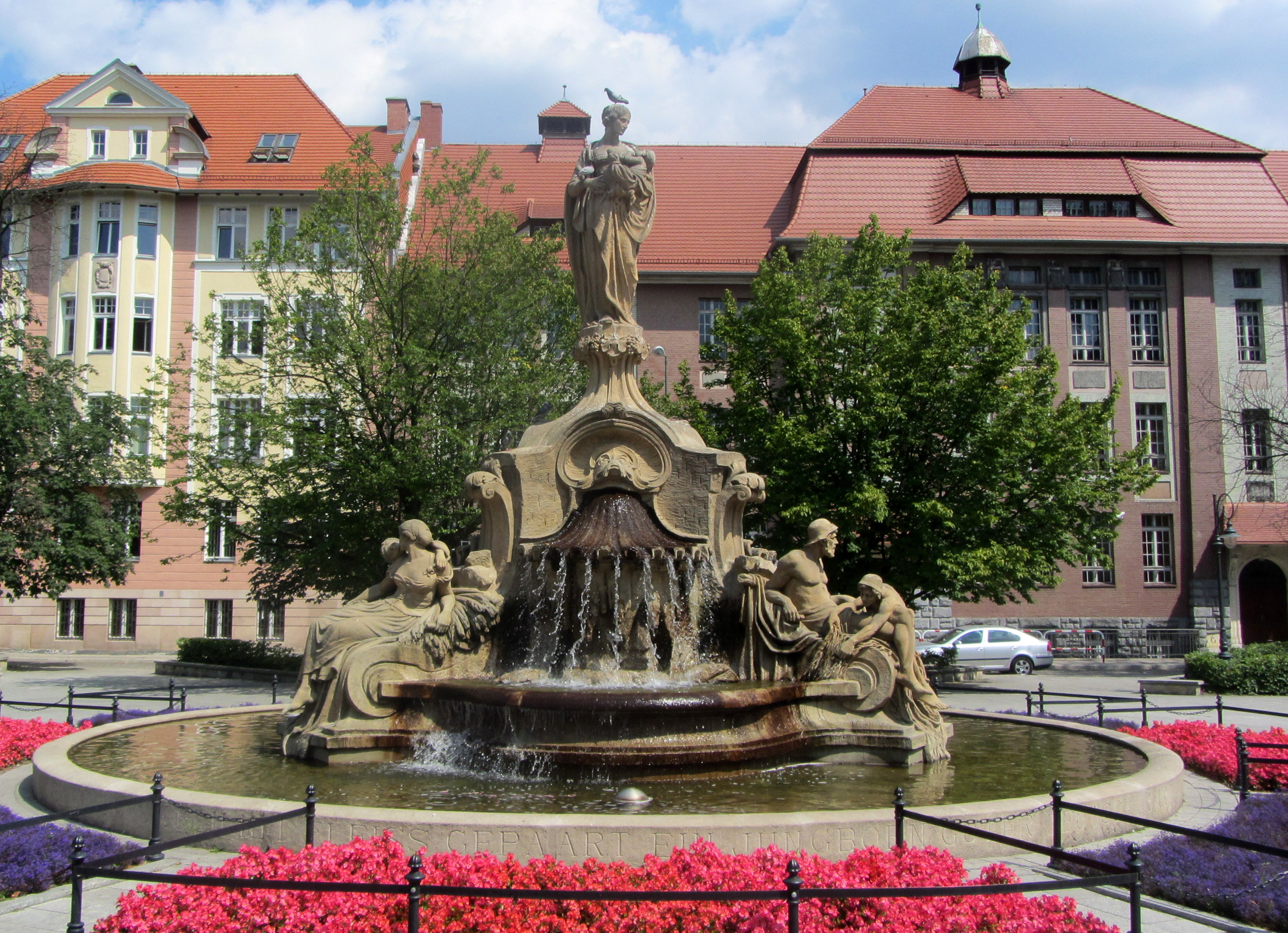
Ceresbrunnen in Oppeln

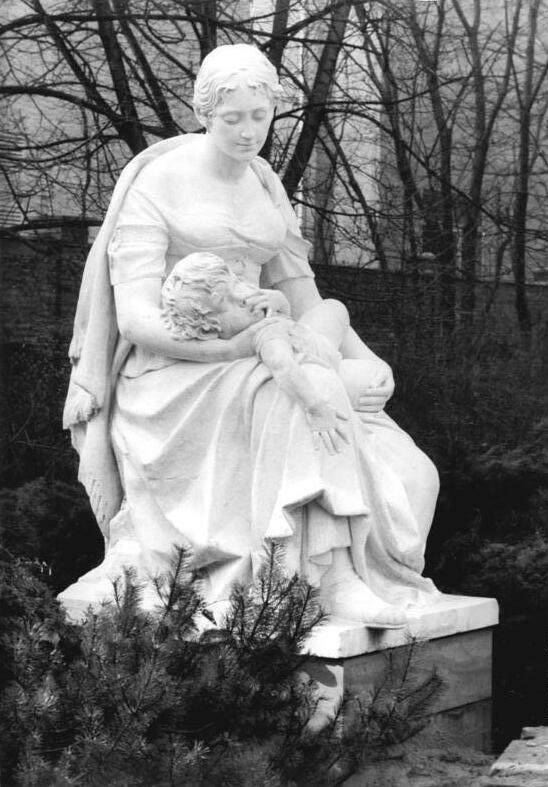
„Mutter mit Kind“, Berlin (1898)

Edmund Gomansky, auch Edmund Gomanski, (* 6. November 1854 in Stettin; † 6. Februar 1930 in Berlin) war ein deutscher Bildhauer und Medailleur.

## Leben
Gomansky studierte an der Berliner Akademie der Künste, unter anderem bei Fritz Schaper. Anschließend war er Schüler bei Rudolf Siemering. Ab 1880 war der in Berlin-Wilmersdorf lebende Künstler fast jedes Jahr auf der Großen Berliner Kunstausstellung vertreten, zunächst mit Porträtbüsten, später mit Genrestatuen. Ab 1911 schuf er vornehmlich naturalistische Tierbronzen (darunter häufig Vögel wie Kraniche und Pinguine).

## Werk (Auswahl)
- 1891: Betende Knaben (für die Königlichen Museen Berlin, ausgeführt von Gomansky unter Anleitung von Rudolf Siemering)[3]
- 1895: Wettbewerbsentwurf für das Kaiser-Wilhelm-Denkmal in Chemnitz (prämiert, jedoch ausgeführt nach dem konkurrierenden Entwurf von Wilhelm von Rümann)
- 1898: Mutter mit Kind (auch „Muttergruppe“; Marmorskulptur einer Mutter mit schlafendem Kind), Berlin

Die Skulptur war ohne den heutigen Sockel gemeinsam mit der sogenannten „Vatergruppe“ von Wilhelm Haverkamp bis 1960 Bestandteil einer Marmorsitzbank auf dem Andreasplatz. Nach Beseitigung des Platzes wurde sie im Volkspark Friedrichshain, nördlich anschließend an das Klinikum im Friedrichshain, als Zentrum eines Grünrondells aufgestellt. Dort ist sie in sehr schlechtem Zustand erhalten, der Marmor ist stark verschmutzt.
- 1902: Soldatenstatue für den Sitzungssaal des Nieder-Barnimer Kreishauses[4]
- 1904–1907: Ceresbrunnen in Oppeln auf dem Friedrichsplatz (heute Plac Ignacego Daszyńskiego)

Der Brunnen ging aus einem 1900 durchgeführten Wettbewerb für einen Monumentalbrunnen in Oppeln hervor und wurde 1907 zum 100. Jahrestag des Oktoberedikts von 1807 und damit der Preußischen Agrarreformen eingeweiht. Die Skulpturen von Demeter (Ceres) und ihrer Tochter Persephone (Proserpina) sowie Poseidon (Neptun) mit Glaukos und einem Fischernetz und Herakles mit einer Hacke symbolisieren Landwirtschaft, Fischerei und Bergbau. Der anscheinend an den Jugendstil angelehnte Baldachin-artige Aufsatz wurde wohl in den 1940er Jahren entfernt.
- 1908: Andante (Frauenstatue, Große Berliner Kunstausstellung)